# Вест Пвенти Вали (Калифорнија)
Вест Пвенти Вали (енгл. West Puente Valley) насељено је место без административног статуса у америчкој савезној држави Калифорнија.

## Демографија
По попису из 2010. године број становника је 22.636, што је 47 (0,2%) становника више него 2000. године.
| Група             | 2000.          | 2010.          |
| Белци             | 1.659 (7,3%)   | 1.087 (4,8%)   |
| Афроамериканци    | 555 (2,5%)     | 471 (2,1%)     |
| Азијати           | 1.795 (7,9%)   | 1.650 (7,3%)   |
| Хиспаноамериканци | 18.416 (81,5%) | 19.365 (85,5%) |
| Укупно            | 22.589         | 22.636         |